# Somme-Suippe
Somme-Suippe  là một xã thuộc tỉnh Marne trong vùng Grand Est đông nam nước Pháp. Xã này nằm ở khu vực có độ cao trung bình 146 mét trên mực nước biển.
Sông uippe bắt nguồn ở thị trấn.